# Schloss Kunreuth

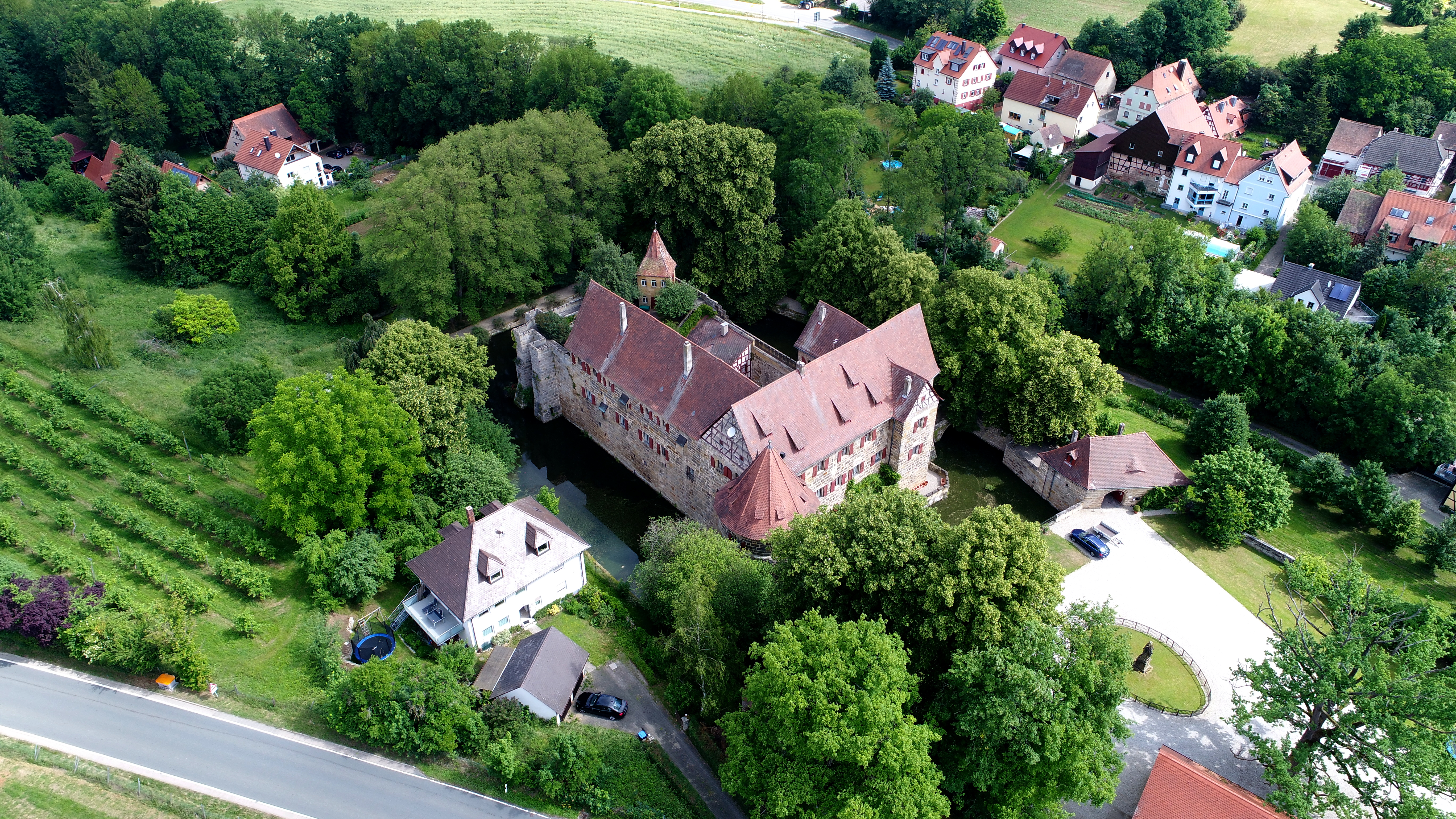
Schloss Kunreuth aus der Vogelperspektive (2018)

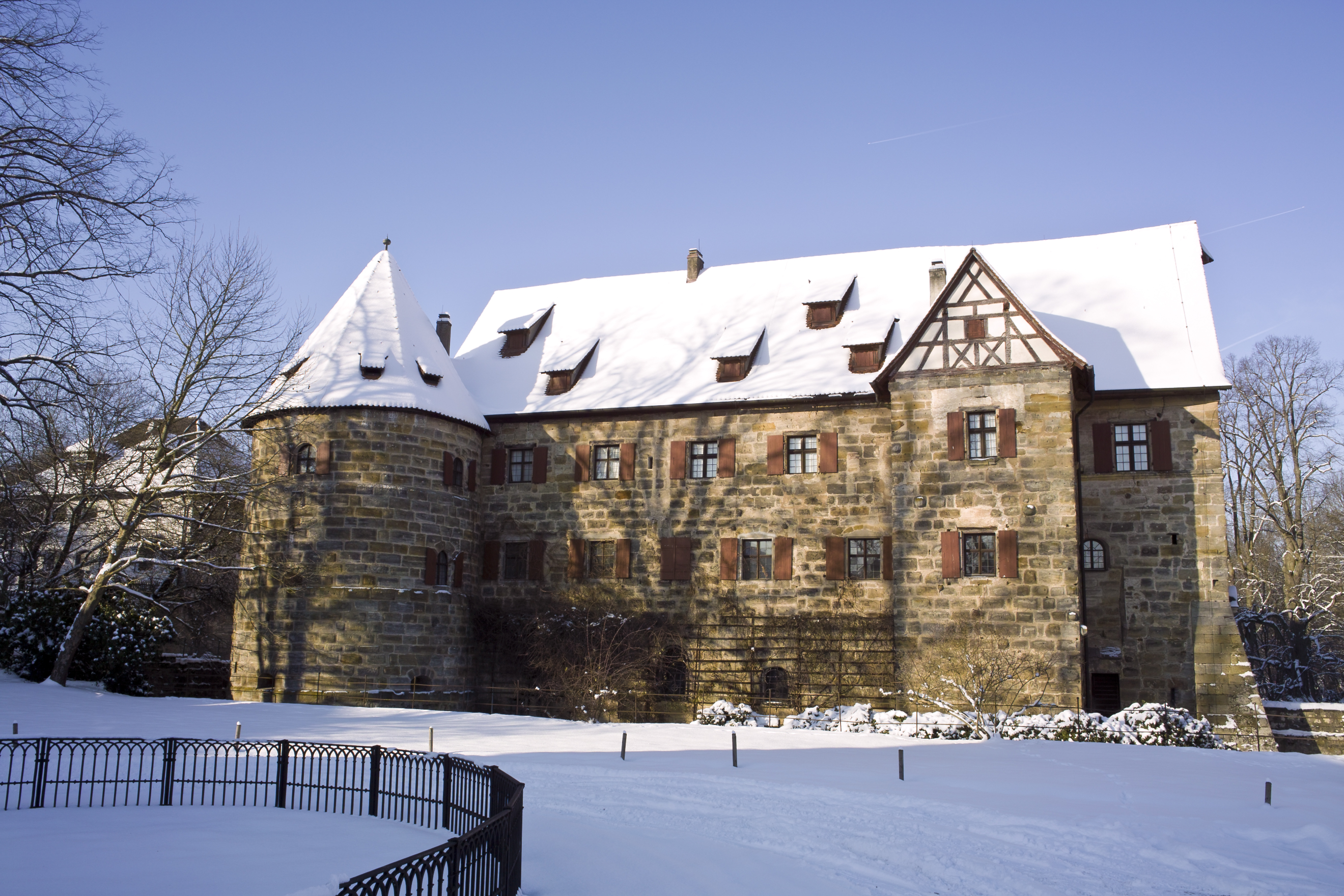
Schloss Kunreuth, Südflügel, Dezember 2010

Wappen der Herren von Egloffstein

Das Schloss Kunreuth befindet sich am nordwestlichen Rand des gleichnamigen Ortes. Die Gemeinde Kunreuth ist Mitglied der Verwaltungsgemeinschaft Gosberg im Landkreis Forchheim, Regierungsbezirk Oberfranken in Bayern.

## Geschichte
Der Ort Kunreuth soll bereits im Gründungsbuch des Stiftes St. Jacob zu Bamberg aus dem Jahre 1109 erwähnt worden sein. Die Herren von Kunreuth wurden urkundlich erstmals 1308 erwähnt. Unklar ist, ob zu dieser Zeit bereits eine Burg existierte.
Die erste urkundliche Erwähnung einer Burg datiert aus dem Jahre 1409. Sie befand sich zu dieser Zeit als Bamberger Lehen im Besitz der Herren von Egloffstein.
1420 wurde die Burg in einer Fehde zwischen dem Markgrafen Friedrich I. von Brandenburg und dem Herzog Ludwig VII. von Bayern-Ingolstadt erobert und geplündert.
Im Bauernkrieg wurde die Burg 1525 zerstört. Der Wiederaufbau durch die Herren von Egloffstein erfolgte umgehend. 1553 wurde die Burg im Zweiten Markgrafenkrieg durch den Markgrafen Albrecht Alcibiades erneut zerstört. Die Besatzung der Burg wurde trotz der Zusicherung eines freien Abzugs an den Bäumen um das Schloss aufgehängt.
Ab 1558 wurde die Anlage, nun als Ganerbenburg des egloffsteinischen Gesamtgeschlechts, schlossartig wieder aufgebaut. Dabei blieb der wehrhafte Charakter weitgehend erhalten.
Im Dreißigjährigen Krieg erlitt das Schloss durch häufige Einquartierungen schwere Schäden, die im Laufe der Zeit beseitigt wurden.
Das Schloss befindet sich noch im Besitz der Grafen und Freiherren von und zu Egloffstein, die es zeitweilig als Familienarchiv nutzten.

## Baubeschreibung
Das ehemalige Wasserschloss – die Gräben wurden 1827 teilweise trockengelegt – hat einen rechteckigen Grundriss. Es besteht in erster Linie aus einem West- und einem Südflügel. Im Südflügel dürften die ältesten Bauteile auf das 14. Jahrhundert zurückgehen. Der Westflügel erhielt seine heutige Gestalt überwiegend in der Zeit zwischen 1611 und 1613. Die Toranlage an der Ostseite des Schlosses entstand 1624. 1746 wurde die Zugbrücke durch eine steinerne Brücke ersetzt. An der Nordseite befindet sich eine Mauer mit Stützpfeilern. Bis zur Zerstörung im Zweiten Markgrafenkrieg befand sich dort die sogenannte hintere Kemenate.
Im Vorhof des Schlosses erinnert ein Denkmal an den ersten Grafen von Egloffstein, Graf Albrecht Dietrich Gottfried von Egloffstein.

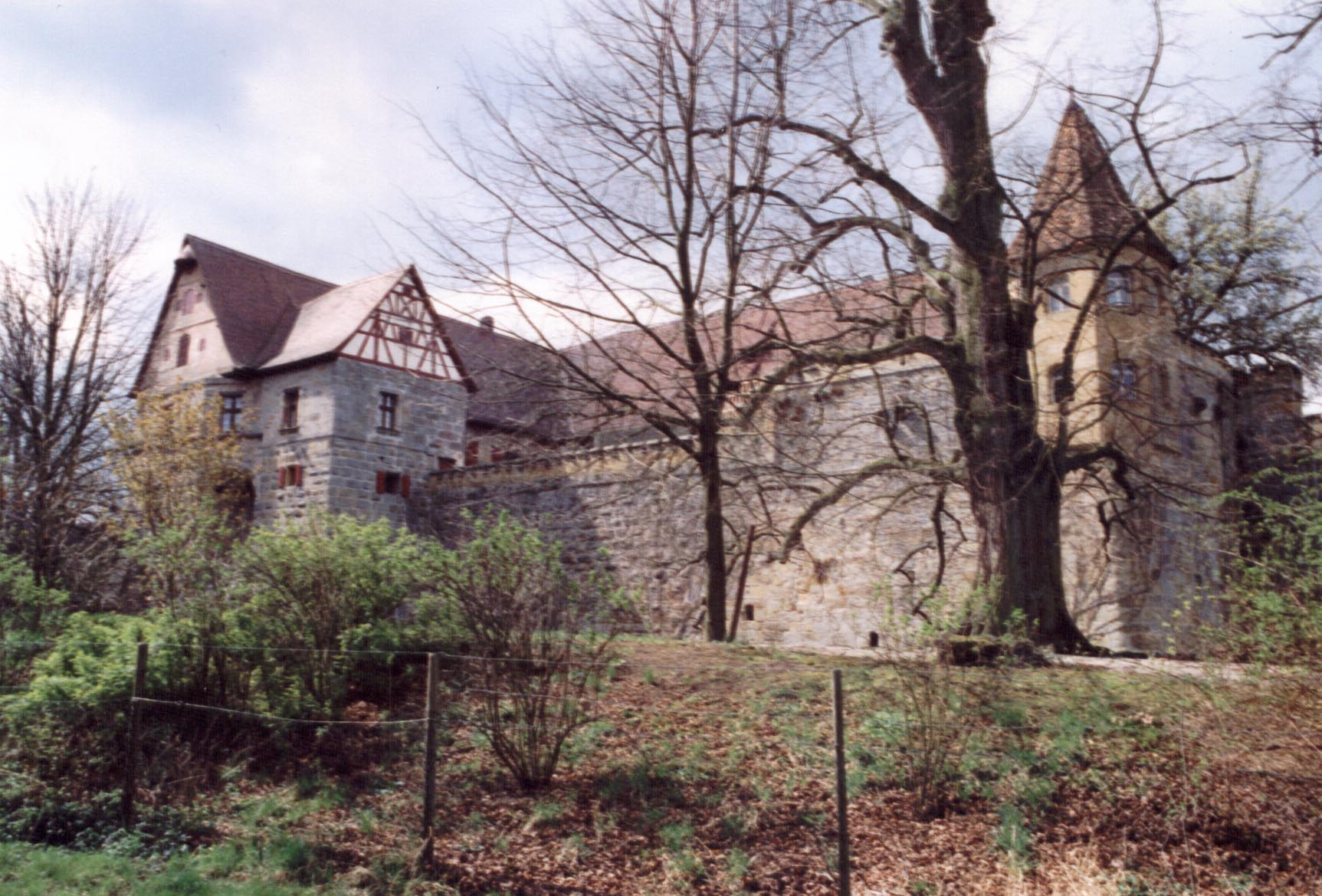
Ostseite (1998)
Vorhof mit Südflügel (2020)
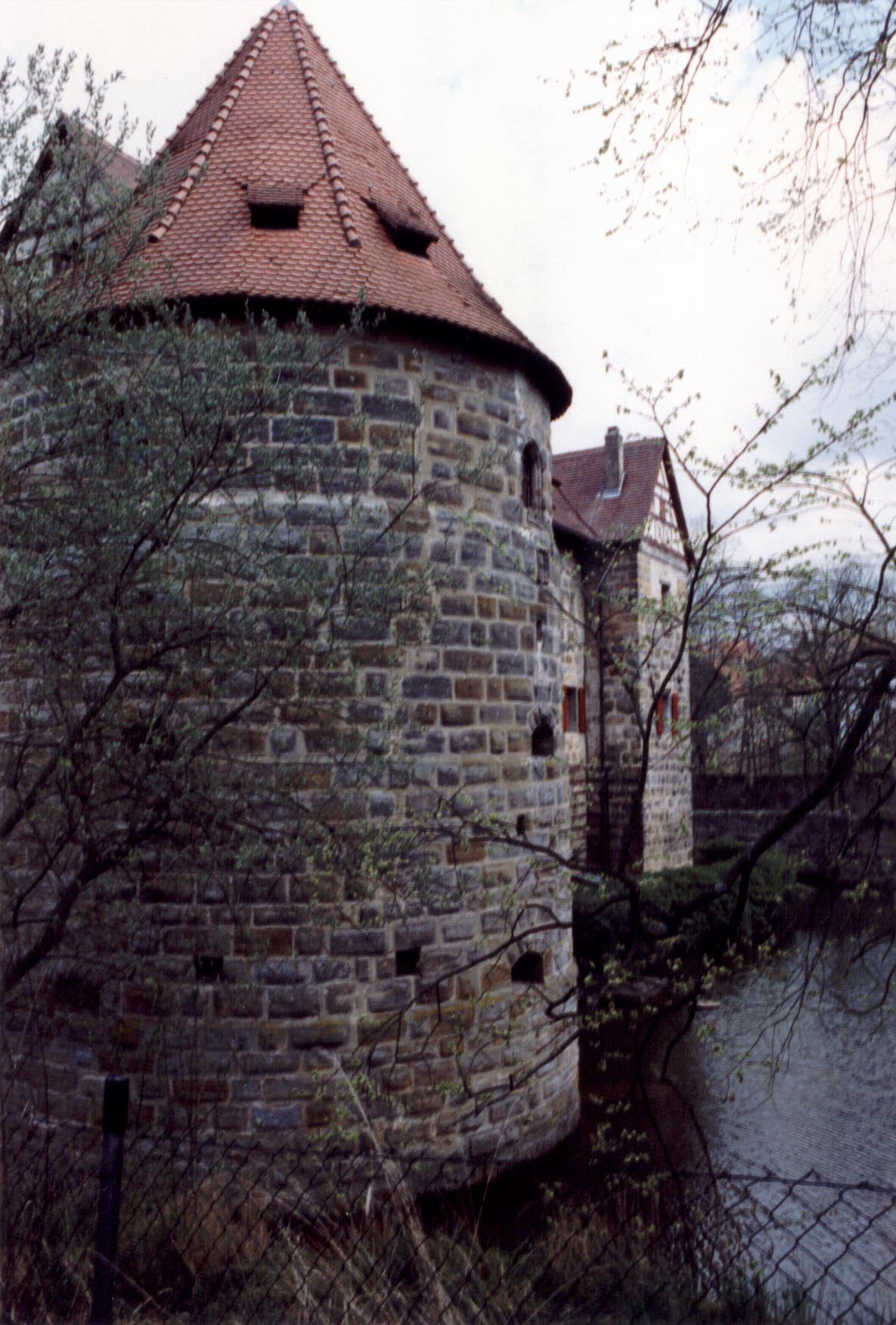
Rundturm an der Südwestecke (1998)